# Лангкави
Лангкави (малайск. Langkawi Permata Kedah, буквально — Орёл, драгоценность Кедаха) — архипелаг в Малаккском проливе на северо-западе Малайзии недалеко от границы с Таиландом (в 25 км от острова Тарутау).
Площадь — 478 км² (из них Пулау-Лангкави — 363 км²). Высшая точка — Гунунг-Рая, 880 м. В группу входят четыре обитаемых острова и около сотни маленьких островков.
Острова находятся в 51 км от материка. Климат — экваториальный, влажный, без засушливого сезона. Осадков — около 2500 мм в год.
Население — 96 700 жителей (2008), около 90 % — малайцы. Административно относится к штату Кедах, образуя один из его 12 районов. Лангкави — зона беспошлинной торговли. Крупнейший город — Куах (41 605 человек).
В честь острова названа ежегодная шоссейная велогонка Тур Лангкави, проходящая по территории Западной Малайзии.